# Кокинаць
45°50′ пн. ш. 16°54′ сх. д. / 45.84° пн. ш. 16.90° сх. д.
Кокинаць (хорв. Kokinac) — населений пункт у Хорватії, у Б'єловарсько-Білогорській жупанії у складі міста Б'єловар.

## Населення
Населення за даними перепису 2011 року становило 197 осіб.
Динаміка чисельності населення поселення: